# Аникеевка (платформа)
Анике́евка — остановочный пункт Рижского направления Московской железной дороги в городском округе Красногорск Московской области. Находится недалеко от деревни Аникеевка, входящей в состав микрорайона Опалиха города Красногорска. Является остановочным пунктом линии МЦД-2 Московских центральных диаметров, после запуска которого на станции останавливаются все электропоезда, кроме экспрессов.
Имеется прямое сообщение на Курское направление. На запад беспересадочное сообщение осуществляется до станции Шаховская, на восток и юго-восток — до станций Москва-Рижская и Тула-1-Курская.
Построена в 1964 году в связи с появлением в этом районе дачной застройки. Названа по находящейся в 400 метрах деревне. Состоит из двух прямых боковых платформ, на второй платформе находится кассовый павильон. Турникетами не оборудована. Относится к четвёртой тарифной зоне. C 15 августа 2012 на платформе работает касса.
Западнее платформ находился регулируемый железнодорожный переезд дороги, который вёл к Волоколамскому шоссе, на момент 2024 переезд полностью перекрыт навсегда и ликвидирован, в 2024 в январе над переездом строится путепровод, который заменит переезд.
Время движения от Рижского вокзала — 48 минут.